# Тульский завод трансформаторов
АО «Тульский завод трансформаторов» — предприятие специализируется на производстве тороидальных трансформаторов малой мощности — от 10 ВА до 5000 ВА, стержневых однофазных и трёхфазных трансформаторов мощностью до 100 кВА, трехфазно-однофазных трансформаторов, а также дросселей и катушек индуктивности.

## История
Было основано в октябре 2000 г. и до июля 2006 г. носило название «Тэнси-Электро». Количество работающих — 70 человек (в марте 2025 г.). С самого начала предприятие специализировалось на разработке и производстве трансформаторов тороидального типа как имеющих наилучший КПД, наименьшие массу и габариты. Расчёт трансформаторов производится с помощью оригинальной программы, разработанной на предприятии. Программа позволяет рассчитать все основные электрические и конструктивные параметры трансформатора без изготовления опытного экземпляра. Математическая модель трансформатора, на базе которой создана программа, также создана на предприятии. Помимо трансформаторов, предприятие также изготавливает дроссели.

## Сегодняшний день предприятия
Сотрудники предприятия работают над совершенствованием теории расчета трансформаторов и технологии их изготовления. По результатам исследования публикуются статьи в специализированных изданиях. В апреле 2011 г. в издательстве «Горячая линия — Телеком» (г. Москва) вышла книга «Расчет и оптимизация тороидальных трансформаторов». Книгу написали сотрудники предприятия Котенёв С. В. и Евсеев А. Н.. В книге изложен принципиально новый подход к расчету тороидальных трансформаторов, основанный на созданной авторами математической модели трансформатора.
Дальнейшим развитием исследований явилась вышедшая в свет в декабре 2012 г. книга «Расчет и оптимизация тороидальных трансформаторов и дросселей», написанная Котеневым С. В. и Евсеевым С. В.
Тульский завод трансформаторов входит в группу компаний «Штиль». Под зарегистрированной торговой маркой «Штиль», помимо трансформаторов, производятся также стабилизаторы напряжения, установки питания, металлические корпуса для электротехнической аппаратуры.

## Интересные факты
В телепередаче «Хочу знать» (ведущий — Михаил Ширвиндт) в выпуске от 10 ноября 2011 г. был показан сюжет, объясняющий зрителям процесс производства трансформаторов. Этот сюжет был снят на Тульском заводе трансформаторов в июне 2011 г. Ведущим сюжета был известный актер театра и кино Вячеслав Манучаров.

## Руководство
С 2001 года предприятие возглавляет Андрей Николаевич Евсеев — кандидат технических наук, доцент, автор более 100 печатных работ. Он же является и главным конструктором предприятия. Заместитель генерального директора — Илюшкин Александр Викторович.